# Rimae Zupus
Rimae Zupus – grupa rowów  na powierzchni Księżyca o średnicy około 120 km. Znajduje się na południe od Oceanus Procellarum i na północ od Mare Humorum na współrzędnych selenograficznych ☾ 15,0°S 53,0°W/-15,000000 -53,000000. Nazwa tego systemu kanałów została nadana w 1976 roku przez Międzynarodową Unię Astronomiczną i pochodzi od pobliskiego krateru Zupus.